# Kanton Vic-en-Bigorre
Der Kanton Vic-en-Bigorre ist seit 1790 ein französischer Wahlkreis im Arrondissement Tarbes im Département Hautes-Pyrénées in der Region Okzitanien; sein Hauptort ist Vic-en-Bigorre.
Der Kanton liegt im Nordwesten des Départements. Die Gemeinden Escaunets und Villenave-près-Béarn bilden eine Exklave des Kantons im Département Pyrénées-Atlantiques.

## Geschichte
Der Kanton entstand im Jahr 1790 und erfuhr eine Gebietsveränderung im Jahr 1801. Er zählte bis 2015 15 Gemeinden. Bei der Neugliederung der Kantone im Jahr 2015 kamen zu den bisherigen Gemeinden noch 7 der 11 Gemeinden des Kantons Bordères-sur-l’Échez hinzu. Der Kanton zählt daher aktuell 22 Gemeinden.

## Gemeinden
Der Kanton besteht aus 22 Gemeinden mit insgesamt 12.126 Einwohnern (Stand: 1. Januar 2022) auf einer Gesamtfläche von 135,78 km²:
| Gemeinde              | Einwohner 1. Januar 2022 | Fläche km² | Dichte Einw./km² | Code INSEE | Postleitzahl |
| --------------------- | ------------------------ | ---------- | ---------------- | ---------- | ------------ |
| Andrest               | 1.349                    | 6,19       | 218              | 65007      | 65390        |
| Artagnan              | 509                      | 4,94       | 103              | 65035      | 65500        |
| Aurensan              | 768                      | 7,11       | 108              | 65048      | 65390        |
| Caixon                | 346                      | 8,55       | 40               | 65119      | 65500        |
| Camalès               | 377                      | 4,67       | 81               | 65121      | 65500        |
| Escaunets             | 117                      | 6,24       | 19               | 65160      | 65500        |
| Gayan                 | 267                      | 2,78       | 96               | 65189      | 65320        |
| Lagarde               | 530                      | 4,91       | 108              | 65244      | 65320        |
| Marsac                | 230                      | 1,55       | 148              | 65299      | 65500        |
| Nouilhan              | 230                      | 4,53       | 51               | 65330      | 65500        |
| Oroix                 | 101                      | 8,90       | 11               | 65341      | 65320        |
| Pintac                | 22                       | 1,49       | 15               | 65364      | 65320        |
| Pujo                  | 670                      | 5,28       | 127              | 65372      | 65500        |
| Saint-Lézer           | 434                      | 11,17      | 39               | 65390      | 65500        |
| Sanous                | 100                      | 1,63       | 61               | 65403      | 65500        |
| Sarniguet             | 259                      | 2,07       | 125              | 65406      | 65390        |
| Siarrouy              | 462                      | 6,20       | 75               | 65425      | 65500        |
| Talazac               | 76                       | 1,58       | 48               | 65438      | 65500        |
| Tarasteix             | 270                      | 9,85       | 27               | 65439      | 65320        |
| Vic-en-Bigorre        | 4.830                    | 31,93      | 151              | 65460      | 65500        |
| Villenave-près-Béarn  | 69                       | 3,09       | 22               | 65476      | 65500        |
| Villenave-près-Marsac | 110                      | 1,12       | 98               | 65477      | 65500        |
| Kanton Vic-en-Bigorre | 12.126                   | 135,78     | 89               | 6517       | –            |

Bis zur landesweiten Neuordnung der französischen Kantone im März 2015 gehörten zum Kanton Vic-en-Bigorre die 15 Gemeinden Andrest, Artagnan, Caixon, Camalès, Escaunets, Marsac, Nouilhan, Pujo, Saint-Lézer, Sanous, Siarrouy, Talazac, Vic-en-Bigorre, Villenave-près-Béarn und Villenave-près-Marsac. Sein Zuschnitt entsprach einer Fläche von 98,67 km2. Er besaß vor 2015 einen anderen INSEE-Code als heute, nämlich 6525.

## Bevölkerungsentwicklung des alten Kantons
| Jahr          | 1962  | 1968  | 1975  | 1982  | 1990  | 1999  | 2006  | 2012  |
| Einwohner     | 7.383 | 8.044 | 8.367 | 8.593 | 9.450 | 9.211 | 9.842 | 9.363 |
| Quelle: INSEE |       |       |       |       |       |       |       |       |

## Bevölkerungsentwicklung in den neuen Grenzen
| Jahr          | 2012   | 2013   | 2014   |
| Einwohner     | 12.319 | 12.677 | 12.237 |
| Quelle: INSEE |        |        |        |

## Politik
Im 1. Wahlgang am 22. März 2015 erreichte keines der vier Kandidatenpaare die absolute Mehrheit. Bei der Stichwahl am 29. März 2015 gewann das Gespann Isabelle Lafourcade (DVG)/Bernard Poublan (PRG) gegen Anne-Laure Latrille-Larmitou/Clément Menet (Union de la Droite) mit einem Stimmenanteil von 55,71 % (Wahlbeteiligung: 58,19 %).
Seit 1945 hatte der Kanton folgende Abgeordnete im Rat des Départements:
| Vertreter im conseil général (1) des Départements | Vertreter im conseil général (1) des Départements | Vertreter im conseil général (1) des Départements |
| Amtszeit                                          | Name                                              | Partei                                            |
| ------------------------------------------------- | ------------------------------------------------- | ------------------------------------------------- |
| 1945–1949                                         | Henri Vignes                                      | MLN                                               |
| 1949–1955                                         | Pierre Bourda                                     | Radikale                                          |
| 1955–1959                                         | Robert Burret                                     | DVD                                               |
| 1959–1961                                         | Albert Battoue                                    | CNI                                               |
| 1961–1973                                         | Pierre Guillard                                   | Radikale, danach MRG                              |
| 1973–1979                                         | Yvan Souptès                                      | PCF                                               |
| 1979–2015                                         | Claude Miqueu                                     | PS, danach DVG                                    |
| 2015–                                             | Isabelle Lafourcade Bernard Poublan               | DVG PRG                                           |

(1) seit 2015 Departementrat